# Teplá (Fluss)
Die Teplá (deutsch Tepl) ist ein Fluss in Nordwestböhmen in Tschechien.
Sie entspringt in den Moorgebieten am nördlichen Hang des Podhornberges auf einer Meereshöhe von 784 Metern und fließt kurz darauf in die neunzig Hektar große Talsperre Podhora. Nach dem Austritt durchfließt sie den dreißig Hektar großen Bethlehem-Teich, der durch Klosterbrüder des Stifts Tepl im 15. Jahrhundert angelegt wurde. Vor der Stadt Tepl (Teplá) biegt sie scharf in nördliche Richtung ab, verlässt die gebirgige Gegend und fließt unterhalb von Pauten (Poutnov) durch romantische Schluchten bis Petschau (Bečov nad Teplou). Bei Březová fließt sie durch die Talsperre Březová, um danach in einem für Kanuwassersportler beliebten Flussbett in Richtung Karlsbad (Karlovy Vary) zu tosen. Dort mündet die kanalisierte Teplá in den Fluss Eger (Ohře).
Der Fluss wurde bei den Wassersportlern bekannt durch den Kanu-Wildwasserrennsport-Weltcup 2001 und die Wildwasserrennsport-Weltmeisterschaften 2006.